# Karin Nilsson (centerpartist)
Karin Ingegerd Nilsson, född 30 december 1956 i Vislanda församling i Kronobergs län, är en svensk politiker (centerpartist). Hon var riksdagsledamot (statsrådsersättare för Eskil Erlandsson) 2006–2014 för Kronobergs läns valkrets.
I riksdagen var hon ledamot i skatteutskottet 2009–2014 (dessförinnan suppleant i samma utskott från 2006). Hon var även suppleant i justitieutskottet, näringsutskottet och Nordiska rådets svenska delegation. Efter tiden som riksdagsledamot var hon suppleant i riksbanksfullmäktige 2014–2018.